# Лойд Грант
Лойд Грант е ямайски китарист. Той е първият китарист на известната траш метъл група „Металика“, макар да не е смятан за официален неин член.

## Биография
Роден е на 17 септември 1961 г. През 1981 г. е поканен от Джеймс Хетфийлд и Ларс Улрих от новосформираната група Металика да свири соло китара в песента „Hit the lights“, която е издадена в сборника Metal Massacre и е първият запис на групата. Скоро след записването на песента китарист на групата става Дейв Мъстейн, но е твърде късно да се направи нов запис и така първата издадена версия на „Hit the lights“ е с участието на Грант.
През 1983 г. Грант създава групата Defcon, с която издава два демо-албума. Defcon не успява да пробие на голямата сцена и се разпада в края на 80-те години.
От 1998 г. Грант свири в Pharoah. През декември 2011 г. китаристът е гост на юбилейния концерт на Металика по случай 30-годишнината на групата.

## Дискография

### Metallica
- Metal Massacre (1982)

### Defcon
- Demo (1985)
- Demo (1989)